# Gentil (vin)
Pour les articles homonymes, voir gentil.
Le gentil est un assemblage de vins blancs d'Alsace (comme l'edelzwicker). Il doit obligatoirement contenir 50 % minimum de cépages nobles que sont le riesling, le pinot gris, le gewurztraminer et le muscat.